# Bracon erythromelas
Bracon erythromelas är en stekelart som beskrevs av Gaspard Auguste Brullé 1846. Bracon erythromelas ingår i släktet Bracon och familjen bracksteklar. Inga underarter finns listade.